# Open Your Heart (utwór muzyczny Birgitty Haukdal)
Open Your Heart (isl. Segðu mér allt) – utwór islandzkiej wokalistki Birgitty Haukdal, napisany przez nią we współpracy z Hallgrímurem Óskarssonem i Sveinbjörnem I. Baldvinssonem, nagrany i wydany w formie singla w 2003.

## Historia utworu
Utwór został skomponowany przez Hallgrímura Óskarssona, słowa napisali Sveinbjörn I. Baldvinsson i Birgitta Haukdal, która została także wykonawczynią piosenki.
W 2003 islandzka wersja utworu („Segðu mér allt”) została zakwalifikowana do finału Söngvakeppnin 2006, krajowych selekcji do Konkursu Piosenki Eurowizji, spośród 190 propozycji nadesłanych do siedziby telewizji Ríkisútvarpið. Przed rozpoczęciem eliminacji utwór był jednym z faworytek do wygrania, ostatecznie 15 lutego zwyciężył, otrzymawszy prawie 22 tys. głosów telewidzów, dzięki czemu został propozycją reprezentującą Islandię w finale 48. Konkursu Piosenki Eurowizji.
Po finale eliminacji utwór otrzymał Nagrodę Słuchaczy Radia 95.7 fm w kategorii Utwór roku. Ponadto twórcy zostali oskarżeni o popełnienie plagiatu przeboju Richarda Marxa „Right Here Waiting” z 1980. Związek Kompozytorów Islandzkich (w skrócie S.T.E.F.) oraz Nordyckie Biuro Praw Autorskich nie uznało oskarżenia, a utwór został dopuszczony do finału Konkursu Piosenki Eurowizji. 24 maja Haukdal wykonała w nim anglojęzyczną wersję utworu– „Open Your Heart” i zajęła z nią ósme miejsce. Podczas występu wokalistce towarzyszył chórek w składzie: Regína Ósk Óskarsdóttir, Margrét Eir Hjartardóttir, gitarzyści Vignir „Viggi” Snær Vigfússon i Herbert „Hebbi” Viðarsson oraz perkusista Jóhann 'Hanni' Bachman Ólafsson.

## Lista utworów
CD Single
1. „Open Your Heart” – 3:00
2. „Open Your Heart” (Instrumental) – 3:00
3. „Segðu mér allt” – 3:21